# Об (коммуна)
Об (фр. Aube) — коммуна на северо-востоке Франции, регион Гранд-Эст (бывший Эльзас — Шампань — Арденны — Лотарингия), департамент Мозель. Входит в кантон Панж.

## Географическое положение

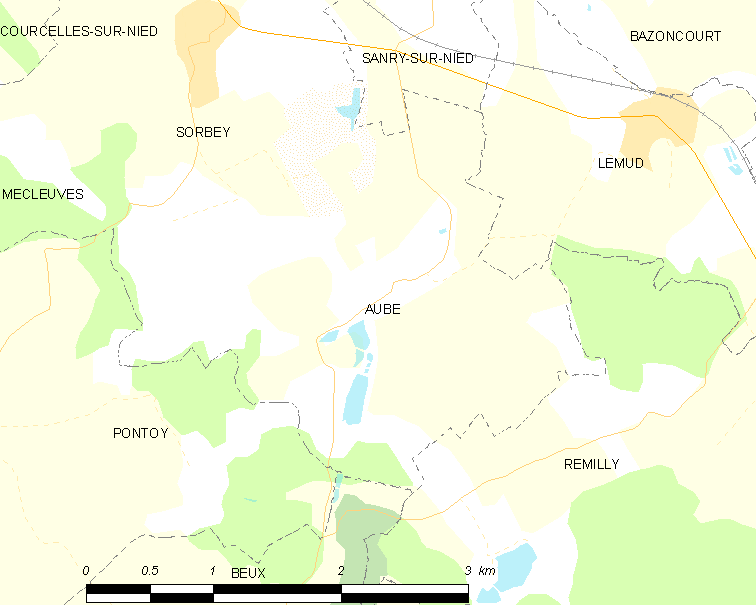
Об на карте Франции.

Об расположен в 300 км к востоку от Парижа и в 16 км к северо-востоку от Меца.

## История
- Деревня области Сольнуа мозельских земель.
- Впервые упоминается в 1145 году.
- Бывший приорат цистервианцев при аббатстве Молем.
- Входил в бывшую провинцию Трёх Епископств.

## Демография
По переписи 2013 года в коммуне проживало 262 человека.

## Достопримечательности
- Церковь Ассомпсьон-де-ла-Бьянёрёз-Вьерж-Мари XII века; статуя Богородицы XV века, памятник истории.